# Maria Aleksandra Kalina
Maria Aleksandra Kalina (ur. 1 stycznia 1975 w Katowicach, zm. 19 marca 2019 tamże) – polska lekarka, doktor habilitowany nauk medycznych, adiunkt Śląskiego Uniwersytetu Medycznego w Katowicach.

## Życiorys
Córka Zbigniewa i Alicji. W 1999 ukończyła studia medyczne w Śląskiej Akademii Medycznej w Katowicach, natomiast 8 listopada 2007 na podstawie napisanej pod kierunkiem Ewy Małeckiej-Tendery rozprawy pt. Ocena przydatności badania przysadki mózgowej metodą rezonansu magnetycznego w rozpoznawaniu i leczeniu somatotropinowej niedoczynności przysadki u dzieci otrzymała stopień naukowy doktora nauk medycznych. 10 marca 2016 uzyskała stopień doktora habilitowanego nauk medycznych na podstawie dorobku naukowego oraz rozprawy pt. Endokrynologiczny i metaboliczny profil pacjentów z wrodzonymi i nabytymi schorzeniami okolicy podwzgórzowo-przysadkowej. Została zatrudniona na stanowisku adiunkta w Katedrze i Klinice Pediatrii, Endokrynologii i Diabetologii Dziecięcej na Wydziale Lekarskim w Katowicach Śląskiego Uniwersytetu Medycznego.
Pełniła funkcję kierownika w Zakładzie Genetyki Klinicznej Katedry Biologii Molekularnej i Genetyki Wydziału Lekarskiego w Katowicach Śląskiego Uniwersytetu Medycznego w Katowicach oraz była członkinią European Society for Paediatric Endocrinology, International Society of Gynecological Endocrinology, Polskiego Towarzystwa Genetyki Człowieka, European Childhood Obesity Group i Polskiego Towarzystwa Endokrynologii i Diabetologii Dziecięcej.
Zmarła 19 marca 2019. Została pochowana 23 marca 2019 na Cmentarzu przy ul. Henryka Sienkiewicza w Katowicach.

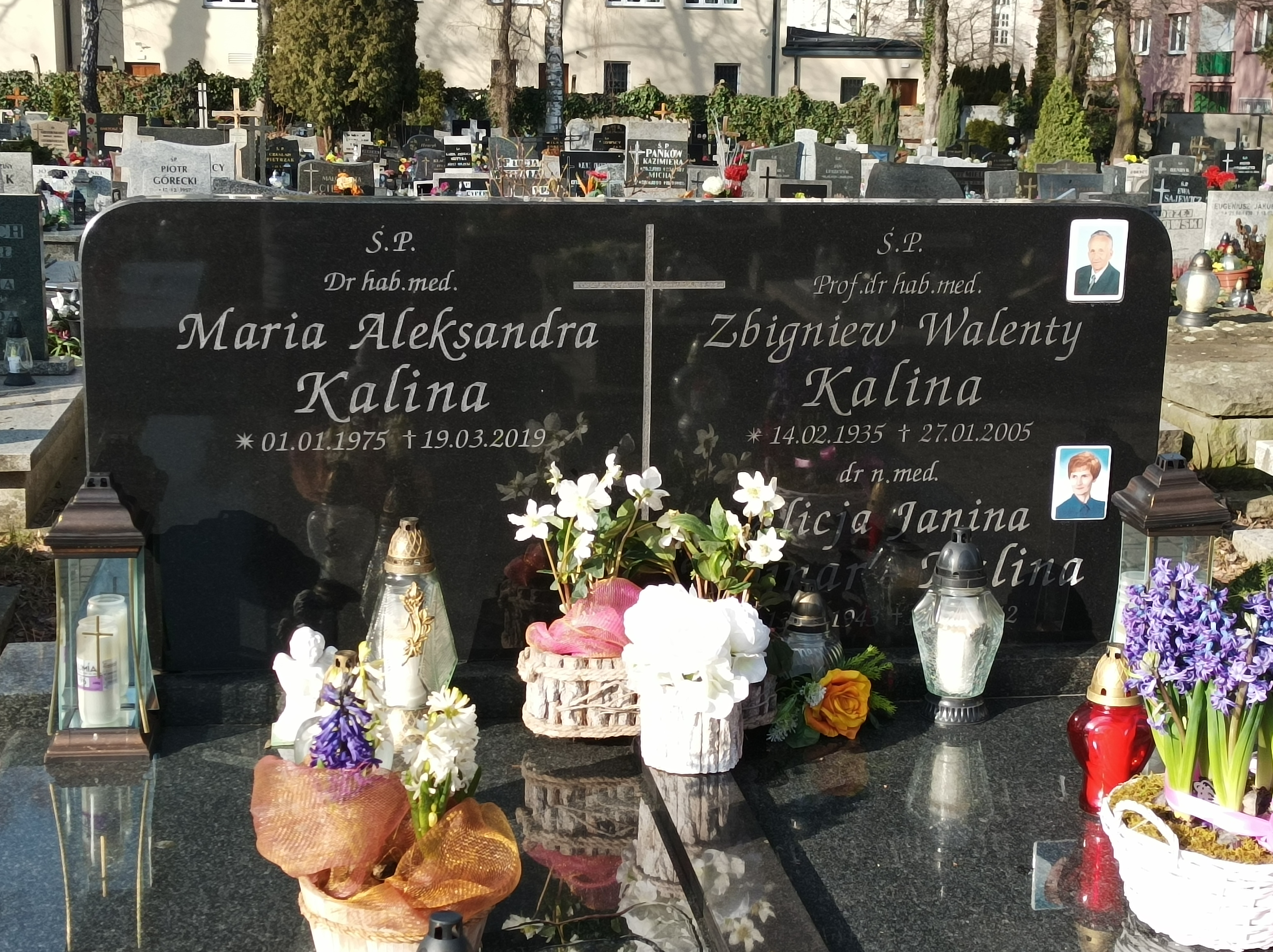
Grób prof. Marii Kaliny na cmentarzu przy ul. Sienkiewicza w Katowicach